# Солер, Мигель Анхель
Мигель Анхель Солер (исп. Miguel Ángel Soler; 1923, Асунсьон — 1975, там же) — деятель левого революционного движения Парагвая, жертва политических репрессий.

## Биография
Первоначально в 1940-х годах — видный деятель социалистической Революционной фебреристской партии, один из лидеров Фронта освобождения и Левого революционного фебреристского фронта, представлявшего марксистское крыло партии. В коалиционном правительстве Либеральной и Фебреристской партий 1946 года — министр иностранных дел Парагвая. В 1950 году перешёл в Парагвайскую коммунистическую партию, с 1965 года стал генеральным секретарём ЦК ПКП.
Неоднократно преследовался правоавторитарным режимом Альфредо Стресснера. Последний раз арестован 30 ноября 1975 года во время волны облав на оппозиционеров и диссидентов, когда было задержано свыше 2 тысяч человек. Вместе с другими руководителями коммунистов — комсомольским лидером Дерлисом Вильягрой и профсоюзным лидером Рубеном Гонсалесом Акостой, — объявил 15-дневную голодовку против бесчеловечных условий содержания и пыток, в итоге которой их перевели в концлагерь Эмбоскада.
Арест Солера организовал начальник следственной службы тайной полиции Пастор Коронель, он же лично вёл допросы и применял пытки. Солер погиб под пытками в декабре 1975 года. Утверждается, что был заживо расчленён пилой, причём диктатор слушал это по телефону.
Его младшая сестра, поэтесса Кармен Солер (1924—1985), повторила его политическую траекторию — от левого крыла фебреристов до коммунистов.